# جبل العمشي (مبين)

تعديل مصدري - تعديل

جبل العمشي هي إحدى قرى عزلة الجبر بمديرية مبين التابعة لمحافظة حجة، بلغ تعداد سكانها 255 نسمة حسب تعداد اليمن لعام 2004.